# Quercus canbyi
Espèce
Synonymes
- Quercus alamarensis C.H.Mull.[1]
- Quercus canbyi f. ascendens Trel.[1]
- Quercus graciliformis C.H. Muller[2]
- Quercus graciliformis C.H.Mull.[1]
- Quercus karwinskii Trel.[1]

Statut de conservation UICN

 LC  : Préoccupation mineure
Quercus canbyi est une espèce d'arbres du sous-genre Quercus et de la section Lobatae. L'espèce est endémique du Mexique.